# Teresa de Zúñiga y Manrique de Lara
Teresa de Zúñiga y Manrique de Lara, Teresa López de Zúñiga y Guzmán, Teresa de Zúñiga Guzmán y Manrique, Teresa de Zúñiga y Manrique de Castro o María Teresa de Zúñiga y Manrique de Castro (Sevilla, por el año de 1502-Sevilla, 25 de noviembre de 1565), noble española de la Casa de Zúñiga, III duquesa de Béjar grande de España y III duquesa de Plasencia grande de España, II marquesa de Gibraleón, II marquesa de Ayamonte y IV condesa de Bañares, títulos y estados que heredó en 1531 de su tío Álvaro de Zúñiga y Pérez de Guzmán, II duque de Béjar grande de España, II duque de Plasencia grande de España, I marqués de Gibraleón, III conde de Bañares, también fue heredera en 1533 de su tía abuela la duquesa María de Zúñiga y Pimentel, señora de Burguillos, esposa de su tío Álvaro II. 

## Filiación
Hija de Francisco de Zúñiga y Pérez de Guzmán, II conde y I marqués de Ayamonte y de su esposa Leonor Manrique de Lara y Castro, hija de Pedro Manrique de Lara y Sandoval, I duque de Nájera, y de su esposa Guiomar de Castro. Teresa se casó en 1518 con su primo Alonso Francisco de Zúñiga y Sotomayor, V conde de Belalcázar, V vizconde de la Puebla de Alcocer y V señor de las cinco villas de la Puebla y Errera, hijo de Alonso de Sotomayor y Enríquez, IV conde de Belalcázar, IV vizconde de la Puebla de Alcocer y IV señor de las cinco villas de la Puebla y Errera, y de su esposa Isabel Felipa de Portugal. El rey Carlos I escribe a los I marqueses de Ayamonte las disposiciones sobre el casamiento y capitulaciones matrimoniales de su hija Teresa con Alonso Francisco. Las capitulaciones matrimoniales fueron otorgadas con consentimiento de la reina de Castilla Juana I y de su hijo Carlos el 21 de octubre de 1518. 
Teresa y Alonso Francisco continuaron por segunda varonía la primogenitura de la casa de los duques de Béjar y Plasencia. Tuvieron varios hijos (ver filiación en la biografía de su esposo Alonso Francisco). Su tercerogénito Francisco vino a heredarlos y fue IV duque de Béjar, IV duque de Plasencia, V marqués de Gibraleón, VI conde de Bañares, IV conde de Belalcázar, IV vizconde de Puebla de Alcocer y IV señor de las cinco villas de la Puebla y Errera, justicia mayor y alguacil mayor hereditario de Castilla, Primer Caballero del Reino, grande de España.

## Herencia
A la muerte de su padre Francisco, I marqués de Ayamonte, ocurrida el 26 de marzo de 1525, vino a heredarlo y otorgó con su madre Leonor una escritura de partición de los bienes que quedaron. Su madre falleció el 25 de marzo de 1536.
María de Zúñiga y Pimentel, señora de Burguillos, esposa de Álvaro II de Zúñiga y Guzmán, II duque de Béjar y Plasencia, nombra en su testamento otorgado el 7 de octubre de 1527 herederos de sus bienes a su sobrina Teresa de Zúñiga y a su marido Alonso Francisco de Zúñiga y Sotomayor, V conde de Belalcázar. Por escritura de donación otorgada el 17 de octubre de 1531 por María de Zúñiga, viuda de Álvaro II de Zúñiga y Guzmán, II duque de Béjar y Plasencia, de las villas de Burguillos, Badajoz, Capilla, Badajoz, Traspinedo, Valladolid, y Canillas Abajo, Salamanca, y sus respectivas jurisdicciones a favor de su sobrina Teresa y su marido Alonso Francisco. A la muerte de Álvaro II de Zúñiga y Guzmán, II duque de Béjar y Plasencia, suplican el 11 de noviembre de 1531 su viuda María de Zúñiga, II duquesa de Béjar y Plasencia, y los III duques de Béjar y Plasencia, Teresa y Alonso Francisco, al rey Carlos I confirmar las escrituras de concordia y donación que hicieron de las villas de Béjar y otras para evitar pleitos.
La duquesa Teresa tuvo que sostener pleitos del 1532 al 1547 con Pedro de Zúñiga y Orantes (I marqués de Aguilafuente), hijo bastardo, legitimado, de su tío Álvaro, II duque de Béjar y Plasencia. Los reyes Carlos I de Castilla, y Juana I de Castilla por privilegio aprueban la concordia en el pleito sobre la herencia del II duque de Béjar y Plasencia, que se había seguido ante el Consejo de Castilla.
También tuvo la duquesa Teresa que sostener pleito con Diego López de Zúñiga y Fonseca, abad de Santa María la Real de Párraces, Segovia, hijo bastardo, legitimado, de su padre, Francisco de Zúñiga y Guzmán, I marqués de Ayamonte, sobre la pertenencia del ducado de Béjar, marquesado de Gibraleón, condado de Bañares y otras villas y lugares del estado de Béjar. La escritura de concordia y avenencia, fechada en Valladolid el 4 de abril de 1547 finalizó el pleito. El documento original escrito en pergamino y que consta de 36 folios de un formato de 250x240 mm se conserva como joya documental en el Archivo Histórico Nacional.
Al fallecimiento de su esposo Alonso Francisco, V conde de Belalcázar, acaecido el 4 de noviembre de 1544 se vio confrontada con enormes deudas y obligaciones contraídas por él (ver detalles en la biografía de su esposo Alonso Francisco). 

## Capitulaciones matrimoniales de sus hijos e hija
- Capitulaciones matrimoniales, escrituras de dote y arras de su hijo Francisco de Zúñiga y Sotomayor y de Guiomar de Mendoza y Aragón, hija de Iñigo López de Mendoza, IV duque del Infantado, y de Isabel de Aragón, otorgadas el 15 de septiembre de 1544.[11]
- Capitulaciones matrimoniales, escrituras de dote y arras de su hijo Alonso de Zúñiga y Sotomayor, IV marqués de Gibraleón, y de Francisca Fernández de Córdova, II duquesa de Baena, hija de Luis Fernández de Córdova y Zúñiga, IV conde de Cabra y de Elvira Fernández de Córdova, II duquesa de Sessa, otorgadas el 13 de julio de 1542.[12]
- Capitulaciones matrimoniales, escrituras de dote y arras de su hija Leonor Manrique de Zúñiga y Sotomayor y de Juan Claros de Guzmán, IX conde de Niebla, hijo primogénito de Juan Alonso de Guzmán, VI duque de Medina Sidonia, y de Ana de Aragón, otorgadas entre 1541 y 1542.[13]
- Capitulaciones matrimoniales otorgadas el 18 de marzo de 1553 entre la duquesa Teresa y su medio hermano Diego López de Zúñiga, Señor de Huélamo y Villoria, para la unión en matrimonio de sus hijos Pedro, Señor de Mures, con Inés.[14]
- Su hijo, Álvaro Manrique de Zúñiga, I marqués de Villamanrique, casó con Blanca Enríquez de Almansa y Velasco, hija de Diego López de Zúñiga y Velasco, virrey del Perú.

## Pleitos sobre derechos de señorío
La duquesa Teresa tuvo que litigar numerosos procesos civiles ante la Real Chancillería de Valladolid, iniciados por los consejos, justicias y regimientos de las villas de sus señoríos, como representantes de la voluntad de los habitantes de las dichas villas contra el poder del derecho señorial, con el fin de debilitarlo. Los motivos que se daban eran entre otros:
•	Inmiscuición en la elección y nombramiento de ciertos cargos públicos de las villas 
•	Jurisdicción civil y criminal
•	Gravámenes
•	Cobro de nuevos derechos
•	Obligación de hospedaje
Entre los pleitos seguidos, sirva de ejemplo el del consejo de la villa de Béjar librado ante la Real Chancillería de Valladolid entre 1555 y 1565, "por varias imposiciones en contra de la voluntad de la villa, como el cobro de nuevos derechos, la obligación de hospedaje, el nombramiento por imposición de determinados cargos públicos, la prohibición de cazar, la apropiación de ingresos propios de la villa, la ocupación de tierras, fuentes y otros aprovechamientos concejiles, y otros agravios".
Por provisión de la duquesa Teresa, manda al gobernador de la villa de Béjar, al juez de residencia, a los alcaldes ordinarios y alguaciles, que dejen de agraviar a los vecinos de Béjar en determinados casos de jurisdicción.
El rey Carlos I por carta ejecutoria de 30 de octubre de 1554 confirma la sentencia en el pleito seguido ante la Real Chancillería de Valladolid a favor de los buenos hombres pecheros de la villa de Béjar, Salamanca, de poder optar los oficios de alcaldes y regidores de la villa, que hasta entonces pertenecían únicamente al estado noble.
El rey Felipe II por carta ejecutoria del 20 de junio de 1558 confirma la sentencia dada por la Audiencia de Valladolid a favor de la duquesa Teresa sobre el despojo del escribano de número de la villa de Béjar por la duquesa.

## Privilegios de señorío
Existen en los Archivos de España numerosos legajos sobre testimonios de la toma de posesión de sus estados (villas, fortalezas, etc.) en nombre de la duquesa Teresa, y pleito homenaje, como el de Béjar de 18 de octubre de 1531. 
Nombramientos de alcaldes, regidores y oficiales a pedimento de la duquesa Teresa de sus villas, como la de Grañón, La Rioja, del 24 de noviembre de 1556.
Juicio de residencia y visita general tomada por Gómez Cherino y Carlos de Negrón, a petición de la duquesa Teresa, a los miembros de la administración de justicia, a los del consejo y otras personas con cargos en la villa de Béjar y su tierra, desde el año de 1560 al 1562.
La duquesa Teresa mandó hacer el 23 de agosto de 1562 a Gómez Cherino y Carlos Negrón visita al Ayuntamiento de Béjar, para tomar cuentas de ciertas cantidades de juro (rentas perpetuas) que María de Zúñiga, II duquesa de Béjar, dejó en su testamento a la villa para que fuesen destinadas a la fundación de un hospital y de una casa para huérfanos pobres.

## Vida señorial y cláusulas de los mayorazgos
El general de la orden de los dominicos concede a la duquesa Teresa carta de hermandad en 1530.
La emperatriz Isabel le informa en 1530 por carta de la disposición tomada, para que el confesor que la duquesa tenía en Béjar, dejara su servicio y volviera a su monasterio. La emperatriz Isabel le escribe desde Medina del Campo, Valladolid, el 14 de junio de 1532, atendiendo la petición sobre lo tocante a fray Martín de Béjar, confesor de la duquesa.
El Nuncio Apostólico le concede por carta de 28 de enero de 1545 la facultad de tener un altar portátil.
La duquesa Teresa contribuyó con 10 000 Ducados al préstamo pedido por la Corona de España con motivo de la crisis económica imperial de 1552, año de la fuga del emperador Carlos V de Innsbruck.
Hizo terminar las obras de construcción y embellecimiento en el convento Regina Angelorum, Orden de Santo Domingo, parroquia de San Pedro de Sevilla, así como las obras en el Colegio de Estudios, empezadas por su madre, Leonor Manrique de Lara, I marquesa de Ayamonte. La duquesa Teresa "grande en sangre y estados y mayor en virtudes" dotó el Colegio de Estudios copiosamente con vivienda y templo en 1553 y dispuso ser enterrada en la Capilla Mayor del templo al lado de su esposo.
En el viaje que hizo el rey Felipe II, acompañando a su hermana la Infanta Juana a la frontera del Portugal con motivo de su boda con el príncipe Joao Manoel de Portugal, visitan de paso a la duquesa de Béjar y Plasencia en Béjar el 10 de mayo de 1554.
La duquesa Teresa envió presentes al emperador Carlos V durante su estancia en el castillo de Oropesa, Jarandilla, de noviembre de 1556 a febrero de 1557, antes de su retiro a Yuste.
La duquesa Teresa otorgó testamento el 10 de febrero de 1565 y codicilo el 25 de noviembre de 1565.
En su testamento ordenó a sus hijos y sucesores respetar las cláusulas de los mayorazgos de la Casa de Béjar:
- Mayorazgo de Béjar, fundado por Diego López de Zúñiga, I Señor de Béjar. El mayorazgo lo heredan los prímogénitos y serán Duques de Béjar y llevarán el nombre Diego López de Zúñiga.
- Mayorazgo de Ayamonte, fundado por Teresa de Guzmán, Señora de Ayamonte. El mayorazgo lo heredará el segundogénito y llevará el apellido de Guzmán.
- Mayorazgo de Gines, fundado por Leonor Manrique de Castro, madre de la duquesa Teresa. El mayorazgo lo heredará el tercerogénito y llevará el apellido Manrique.

Los III duques de Béjar y Plasencia, Teresa y Alonso Francisco, fueron enterrados en la Capilla Mayor del Templo en el Convento - Colegio Regina Angelorum, Orden de Santo Domingo, en la parroquia de San Pedro de Sevilla.

## Descendencia
De su matrimonio nacieron: 
- Manuel de Zúñiga y Sotomayor, III marqués de Gibraleón en vida de su madre, murió en vida de sus padres, soltero y sin descendencia.
- Alonso de Zúñiga y Sotomayor, IV marqués de Gibraleón en sucesión a su hermano, VI conde de Belalcázar, VI vizconde de la Puebla de Alcocer y VII señor de las cinco villas de la Puebla e Errera en sucesión a su padre, murió en vida de su madre, casado con Francisca Fernández de Córdoba y Fernández de Córdoba, IV duquesa de Sessa y II duquesa de Baena, VI condessa de Cabra, sin descendencia.
- Francisco de Zúñiga y Sotomayor, IV duque de Béjar, casado con Guiomar de Mendoza y Aragón, casado con Brianda Sarmiento de la Cerda
- Antonio de Zúñiga Guzmán y Sotomayor, III marqués de Ayamonte, casado con Ana Fernández de Córdoba (y Fernández de Córdoba) o Ana Pacheco de Córdoba y la Cerda
- Manrique de Zúñiga
- Álvaro Manrique de Zúñiga y Guzmán, I marqués de Villamanrique, casado con Blanca de Velasco y Enríquez de Almansa
- Pedro de Zúñiga, casado con Leonor de Recalde, señora de Recalde
- Diego López de Zúñiga
- Leonor Manrique de Zúñiga y Sotomayor, casada con Juan Claros de Guzmán, VII conde de Niebla